# Joaquim de Sousa Leão
Joaquim de Sousa Leão, primeiro barão e visconde de Campo Alegre (Pernambuco, 2 de novembro de 1818 — Cabo, 15 de março de 1900), foi um usineiro e nobre brasileiro.

## Biografia

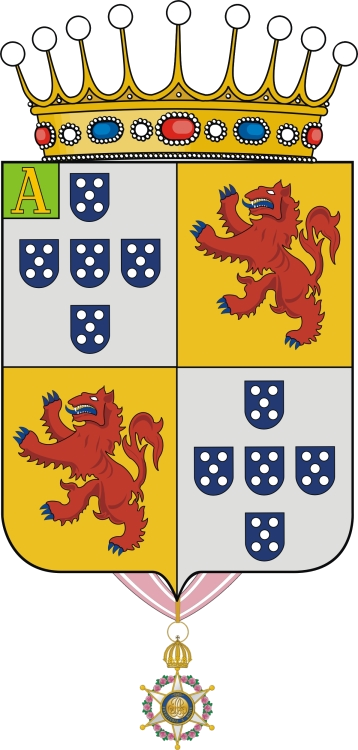
Sousa do Prado (pleno e com diferença nos esmaltes): I e IV - de prata com cinco escudetes de azul postos em cruz, carregados de cinco besantes de prata postos em aspa; II e III - de ouro, com leão de vermelho armado e lampassado de azul; diferença pessoal: Brica de verde carregada com a letra "A" de ouro. Coroa de Visconde. Medalha da Imperial Ordem da Rosa.

Filho do tenente-coronel Filipe de Sousa Leão e Rita de Cássia Pessoa de Melo e irmão do Barão de Morenos, casou-se com sua prima Francisca de Sousa Leão, filha de Antônio de Paula de Sousa Leão e Teresa Vitória Bezerra da Silva Cavalcanti e irmã de Umbelino de Paula de Sousa Leão, barão de Jaboatão. Foi dono de engenhos em Pernambuco.
Foi agraciado com o título de barão em 10 de abril de 1867 e visconde em 9 de agosto de 1884, comendador da Imperial Ordem da Rosa e da Imperial Ordem de Cristo.